# Pierreville, Québec
Pierreville, abenakiska Agwdaï, är en kommun och tätort (centre de population) i provinsen Québec i Kanada. Den ligger i regionen Centre-du-Québec, i den sydöstra delen av landet, 230 km öster om huvudstaden Ottawa.